# 59.ª Cúpula de Chefes de Estado do Mercosul
A 59ª Cúpula de Chefes de Estado do Mercosul foi uma reunião ordinária do bloco que ocorreu no dia 17 de dezembro de 2021 através de plataforma virtual, sob a presidência de Jair Bolsonaro. A cúpula marcou a transferência da presidência do bloco do Brasil para o Paraguai, sob a presidência de Mario Abdo Benítez.
Sendo essa a quarta cúpula realizada de forma virtual desde o início Pandemia de Covid-19, os chefes de Estado do bloco e associados abordaram diversos temas, entre os quais o relacionamento externo do bloco, a redução da tarifa externa comum (TEC), temas econômicos, como na indústria açucareira, por exemplo, além do combate à pandemia de Covid-19 e a adesão plena da Bolívia como estado-membro do Mercosul.
A princípio, essa reunião de cúpula estava sendo prevista para marcar o retorno dos encontros presenciais entre os presidentes membros e associados do Mercosul, contudo, dias antes do evento o governo do Brasil anunciou a mudança para o formato virtual. Tal alteração coincidiu com a visita do ex-presidente Luiz Inácio Lula da Silva à Argentina para se encontrar com o presidente Alberto Fernández. Lula, no momento já havia anunciado em disputar as eleições de 2022 no Brasil contra o presidente em exercício, Jair Bolsonaro. Apesar disso, o governo brasileiro não relacionou a visita do ex-presidente ao país vizinho como fator para alterar o encontro dos presidentes para o formato online.

## Presidentes participantes
Abaixo estão os nomes dos presidentes que participaram do evento, todos de forma virtual.

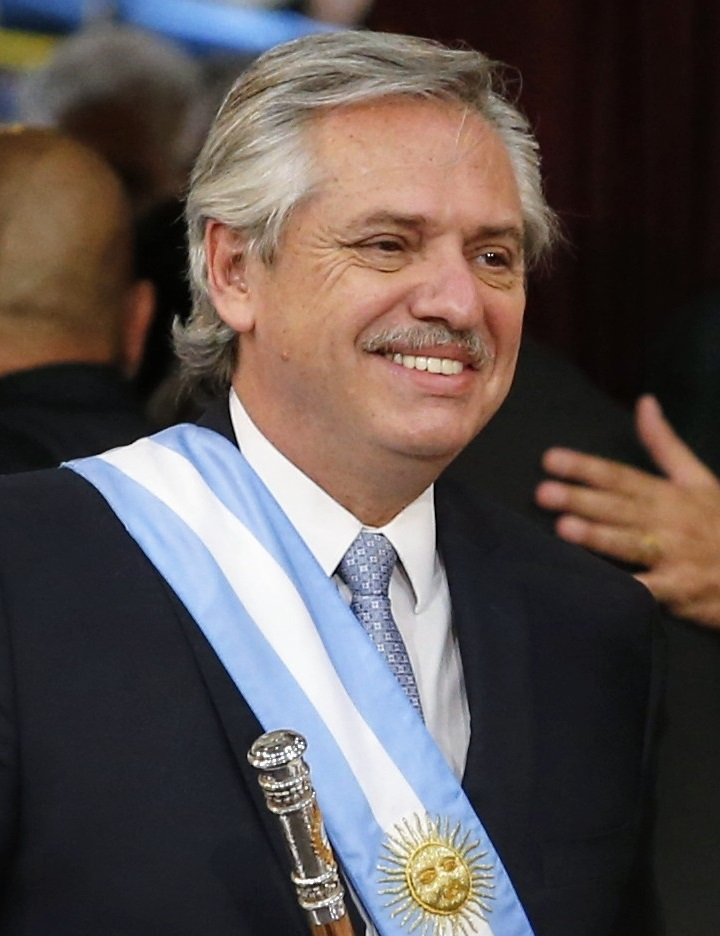
ARG Alberto Fernández, Presidente
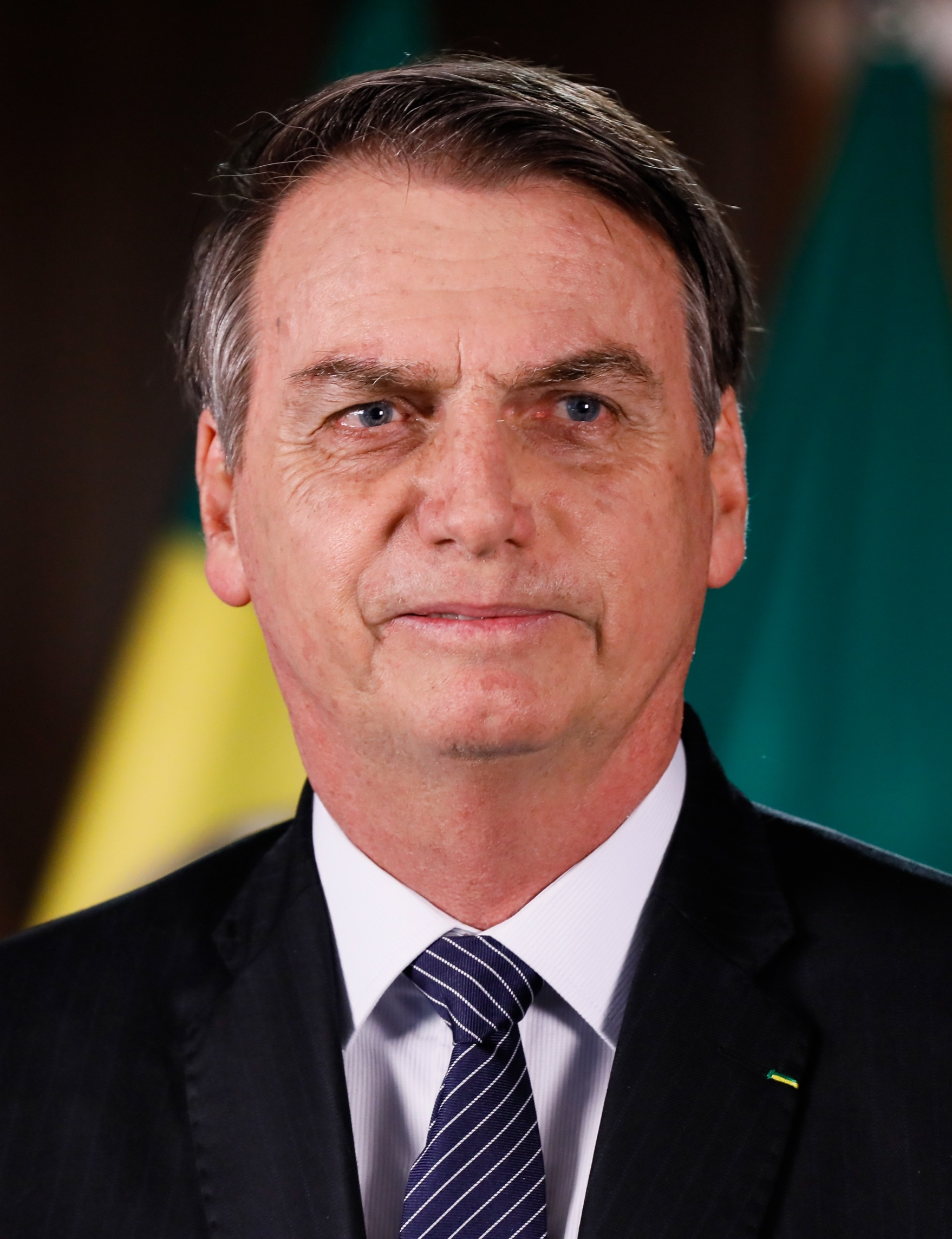
BRA Jair Bolsonaro, Presidente (anfitrião)
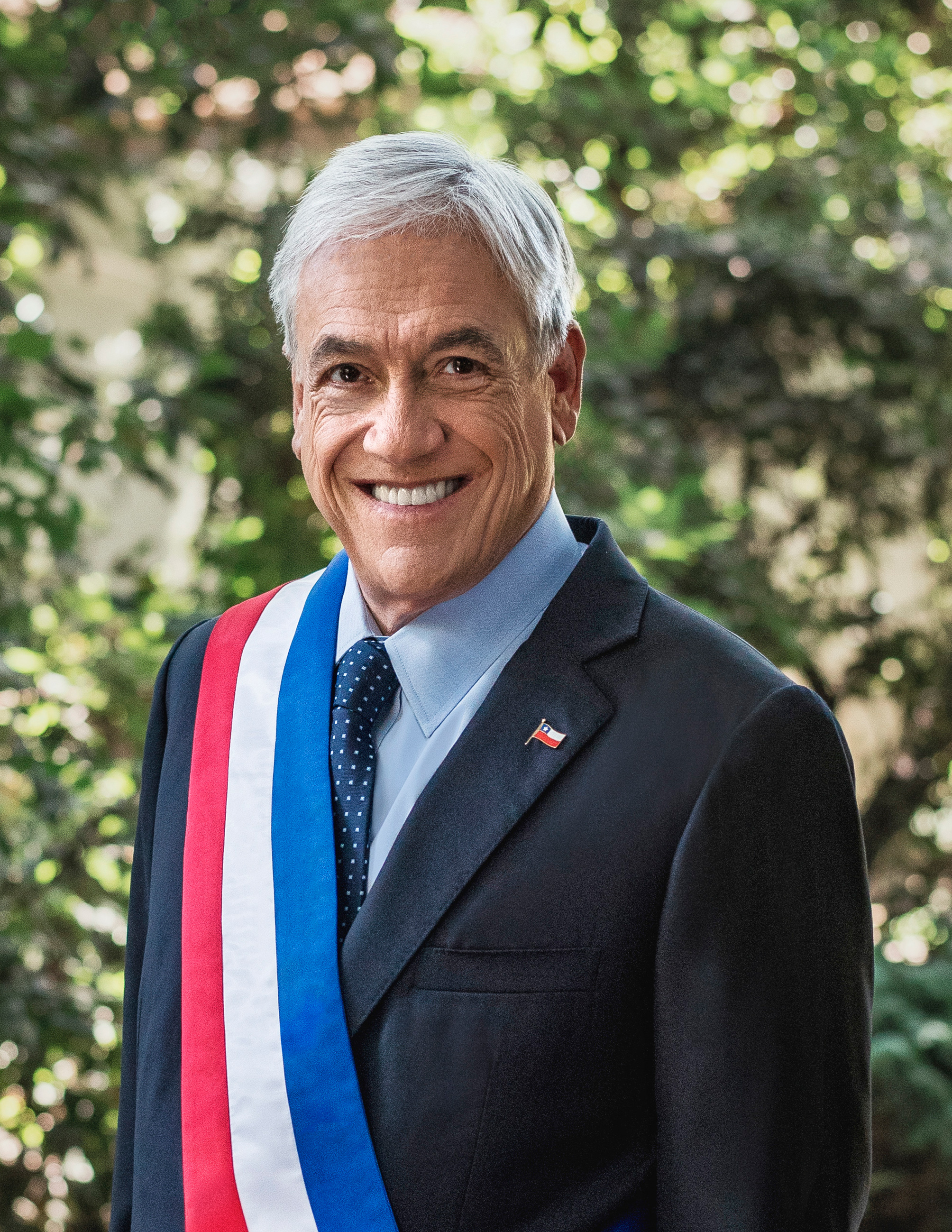
CHL Sebastián Piñera, Presidente
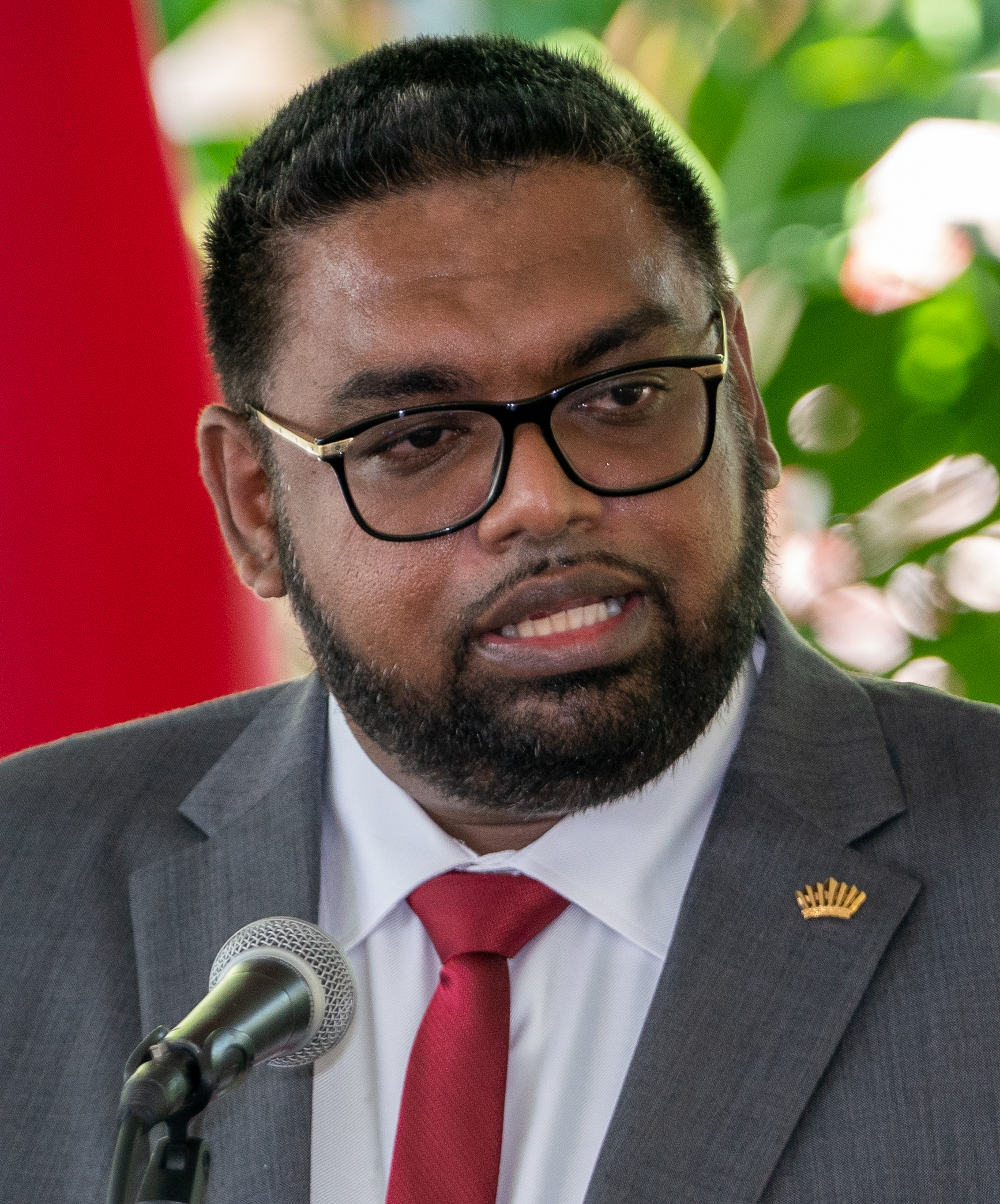
GUY Irfaan Ali, Presidente
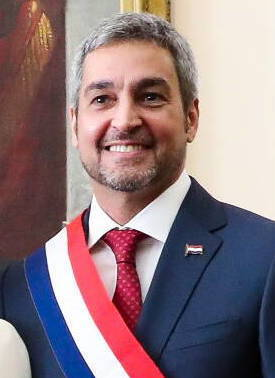
PAR Mario Abdo Benítez, Presidente
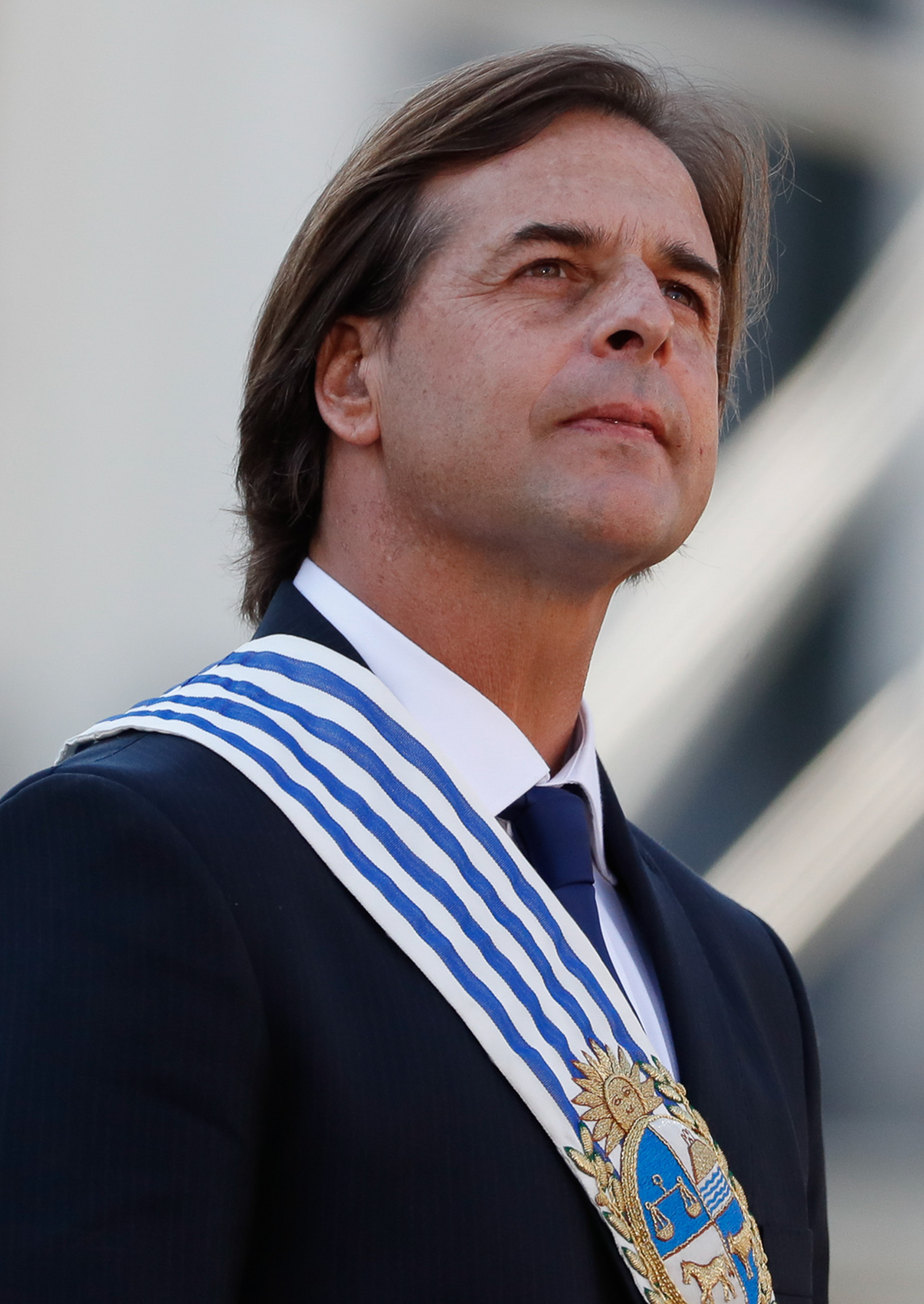
URY Luis Lacalle Pou, Presidente

- Argentina
Alberto Fernández, Presidente
- Brasil
Jair Bolsonaro, Presidente (anfitrião)
- Chile
Sebastián Piñera, Presidente
- Guiana
Irfaan Ali, Presidente
- Paraguai
Mario Abdo Benítez, Presidente
- Uruguai
Luis Lacalle Pou, Presidente